# Текнаф
Текнаф (бенг. টেকনাফ) — містечко в Бангладеш, адміністративний центр однойменного підокругу у регіоні Читтагонг.

## Географія
Розташований на півдні зіли Коксс-Базар, на півострові, що врізається у Бенгальську затоку.

### Клімат
Містечко знаходиться у зоні, котра характеризується мусонним кліматом. Найтепліший місяць — травень із середньою температурою 28.7 °C (83.6 °F). Найхолодніший місяць — січень, із середньою температурою 21.2 °С (70.1 °F).
| Клімат Текнафа          | Клімат Текнафа | Клімат Текнафа | Клімат Текнафа | Клімат Текнафа | Клімат Текнафа | Клімат Текнафа | Клімат Текнафа | Клімат Текнафа | Клімат Текнафа | Клімат Текнафа | Клімат Текнафа | Клімат Текнафа | Клімат Текнафа |
| Показник                | Січ.           | Лют.           | Бер.           | Квіт.          | Трав.          | Черв.          | Лип.           | Серп.          | Вер.           | Жовт.          | Лист.          | Груд.          | Рік            |
| Середній максимум, °C   | 27,2           | 28,8           | 30,8           | 31,9           | 32,1           | 30,3           | 29,8           | 30             | 31,4           | 31,4           | 30,2           | 28,1           | 30,2           |
| Середня температура, °C | 21,2           | 23             | 25,7           | 27,9           | 28,7           | 27,8           | 27,4           | 27,5           | 28,2           | 27,7           | 25,7           | 22,6           | 26,1           |
| Середній мінімум, °C    | 15,1           | 17,1           | 20,6           | 23,9           | 25,2           | 25,2           | 25             | 24,9           | 24,9           | 24             | 21,1           | 17             | 22             |
| Норма опадів, мм        | 1.9            | 16.5           | 15.3           | 73             | 259.9          | 968.1          | 1029.7         | 898.9          | 402.1          | 207.4          | 75.7           | 5.9            | 3954.4         |
| Днів з дощем            | 1              | 2              | 2              | 5              | 12             | 21             | 25             | 24             | 15             | 8              | 4              | 1              | 120            |
| ----------------------- | -------------- | -------------- | -------------- | -------------- | -------------- | -------------- | -------------- | -------------- | -------------- | -------------- | -------------- | -------------- | -------------- |
| Джерело: Weatherbase    |                |                |                |                |                |                |                |                |                |                |                |                |                |